# Katja Schuurman
Katja Schuurman (Bunnik, 19 februari 1975) is een Nederlands actrice, zangeres en presentatrice.

## Jeugd en opleiding
Schuurman is de dochter van een Nederlandse vader en een op Curaçao geboren, Surinaamse moeder van Nederlands-Antilliaans-Chinees en Indiaans-Creoolse komaf. Ze is de oudere zus van zangeres en actrice Birgit Schuurman (1977). 
Schuurman bezocht het Montessori Lyceum Herman Jordan in Zeist, waar ze haar eerste ervaring opdeed met televisie toen ze speelde in de serie Uit de school geklapt (1993) van de NCRV.
Na het behalen van haar vwo-diploma speelde Schuurman diverse kleine rollen voor televisieseries. Ze volgde een studie politicologie, doch die hield ze spoedig voor gezien. Haar filmdebuut was in 1996 in de Nederlandse speelfilm De zeemeerman, met medespelers als Gert-Jan Dröge.

## Carrière

### Televisie en zang

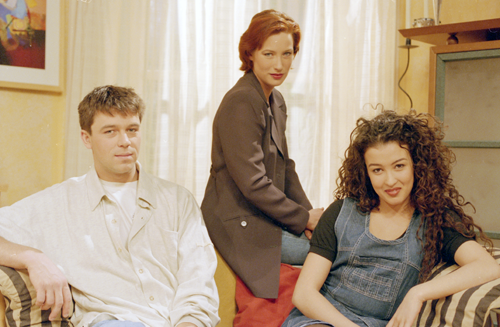
Schuurman (r.) in de rol van Jessica Harmsen. Ook afgebeeld: Bennie den Haan als Remco Terhorst (l.) en Chris Jolles als Dian Alberts.

Haar doorbraak kwam met haar rol als Jessica Harmsen (1994-1999) in de tv-soap Goede tijden, slechte tijden. Ze vormde met GTST-collega's Guusje Nederhorst en Babette van Veen de meidengroep Linda, Roos & Jessica, waarmee ze in 1995 de nummer 1-hit Ademnood maakte, en de latere singles Alles of niets, Lange nacht, Goeie dingen, Druppels en 1999X. In september 2024 werd bekendgemaakt dat Schuurman zal terug keren in Goede tijden Slechte tijden. 
Daarnaast hield Schuurman er een eigen zangcarrière op na. Ze scoorde hits met onder meer Maar nu heb ik er een, Wereldmeid, Totaal verkocht en Lover or friend. Haar eerste drie solo-singles uit de jaren 1996/'97 waren onderdeel van een reclamecampagne voor het Nederlandse computermerk Laser. Schuurman adverteerde rond 2004/2005 voor de Gouden Gids.
Eind jaren negentig was Schuurman videojockey op het toen nog volledig Engelstalige MTV. Hier presenteerde ze het programma So 90s, waarin typische videoclips uit de jaren negentig te zien waren. Dit programma werd in veertien landen uitgezonden.
In juni 2025 bracht Schuurman samen met Babette van Veen, waarmee ze in de jaren 90 samen onderdeel was van de meidenband Linda, Roos & Jessica, het nummer Fout feestje uit.

### Actrice en presentatrice
In 2003 speelde zij een hoofdrol in de film Interview van Theo van Gogh, samen met Pierre Bokma. In 2004 volgde de jongerenproductie Cool, eveneens van Theo van Gogh. Schuurman was erg getroffen door de moord op Van Gogh, die zij als een goede vriend beschouwde: een jaar na de moord presenteerde zij de BNN-documentaire Prettig weekend, ondanks alles, waarin door de journalist Stan de Jong het politie-onderzoek naar de Hofstadgroep werd geanalyseerd. De documentaire over de Hofstadgroep was Schuurmans eerste documentaire, maar sindsdien is zij vaker betrokken bij het maken van tv-programma's.
In 2003 speelde ze in het theaterstuk Onze Jeugd! en twee jaar later stond ze nogmaals op het podium in het stuk Mijn Huis Uit samen met Nelly Frijda. In 2005 was ze te gast bij Zomergasten. In december 2005 bracht ze een nieuw kerstnummer uit, samen met De Jeugd van Tegenwoordig: Ho ho ho. Deze single werd opgenomen voor het tv-programma Katja vs. Bridget. In dit BNN-programma ging Schuurman de strijd aan met collega Bridget Maasland. Ze won uiteindelijk met 5-2 de strijd van Maasland.
In 2006 nam Schuurman het initiatief tot het oprichten van de stichting Return to Sender, een fair trade organisatie. Zij is nu nog steeds voorzitter van deze stichting, die onder meer producten aan de Hema verkoopt. Zij maakte over de projecten van Return to Sender een serie tv-documentaires voor de voormalige omroep LLiNK in 2008 en voor het videokanaal van AD.nl in 2017.
In 2014 speelde Schuurman een van de hoofdrollen, samen met haar toenmalige man Thijs Römer, in de televisieserie Nieuwe buren.

### Overstap naar NET 5
In september 2008 stapte Schuurman over naar Net5. Ze speelde er in 2009 samen met Bracha van Doesburgh en Eva Van der Gucht in de serie S1NGLE, gebaseerd op de gelijknamige krantenstrip. Ook presenteerde zij met Daphne Bunskoek het praatprogramma De Tafel van 5, gebaseerd op het Amerikaanse programma The View. Vanwege lage kijkcijfers werd dit programma na vier weken gestopt.

### Overstap naar KRO-NCRV
Op 14 februari 2014 ging Schuurman aan de slag voor KRO-NCRV. Hier maakte ze tv-programma's als Katja's Bodyscan en Echt niet OK. Op 20 september 2017 werd bekend dat Schuurman het tv-programma Memories ging presenteren.

### Overstap naar RTL
Vanaf september 2018 ging zij aan de slag bij RTL 4. Vanaf 13 mei 2019 was zij samen met Tijl Beckand te zien als presentatrice van Gemaakt in Nederland. Tevens speelde Schuurman de rol van Klaas in Kerst bij Koosje voor Videoland. Daarnaast was Schuurman in 2019 te zien in het televisieprogramma De Battle, een coproductie tussen Nederland en België en werd uitgezonden door RTL 4 en de Belgische zender VIER. RTL 4 zond het in december 2019 en januari 2020 uit. In februari 2020 vertrok Schuurman samen met Gerard Cox, Peter Faber, Willibrord Frequin en Barrie Stevens naar Zuid-Amerika voor het RTL 4-programma Beter laat dan nooit.

### Terug naar NPO
Op 22 maart 2021 werd bekend dat Schuurman terug zou keren bij de NPO waar ze voor PowNed het programma Goed Fout zou gaan presenteren in samenwerking met Edson da Graça en Martijn Koning. Hiermee liet ze RTL 4 na drie jaar achter zich.

### Ander tv-optreden
Op 28 augustus 2018 verscheen Schuurman met Fred van Leer bij Say yes to the dress Benelux op TLC. In 2022 was Schuurman met haar zus te zien in het SBS6-programma Code van Coppens: De wraak van de Belgen. In 2024 deed Schuurman mee als dragqueen aan de oudejaarsspecial van het RTL 4-programma Make Up Your Mind. Hierin wist ze als 'Fajah Works' te winnen. In het voorjaar van 2025 keerde Schuurman na ruim vijfentwintig jaar terug in de RTL 4-soap Goede tijden, slechte tijden, waarin ze haar rol als Jessica Harmsen hernam.

### Overig
Op 2 november 2016 kwam de eenmalige glossy DOOD uit, waarvan Schuurman hoofdredacteur was. In 2017 verscheen een bundel erotische gedichten die door haar waren samengebracht onder de titel Verboden vruchten - erotische verhalen en gedichten uit de wereldliteratuur .
Vanaf 22 maart 2018 is ze samen met Pepijn Lanen de voice-over voor een tv-serie van Takeshi's Castle op Comedy Central.
In mei 2018 verscheen bij Mo'Media Schuurmans eerste reisboek, getiteld Katja was hier.
In 2023 deed Schuurman als kandidaat mee aan de Videoland-editie van het televisieprogramma De Verraders. In 2024 deed ze mee aan het televisieprogramma Oh, wat een jaar!.

## Privéleven
In 1999 nam Schuurman twee keer onder invloed van alcohol deel aan het verkeer, waarbij ze de tweede keer bijna het leven liet. In 2002 werd ze voor een derde keer veroordeeld.
Van 2006 tot 2015 was Schuurman getrouwd met acteur Thijs Römer. Samen hebben zij een dochter. Van 2015 tot 2021 had Schuurman een relatie met chef-kok Freek van Noortwijk. Samen hebben zij ook een dochter.

## Discografie

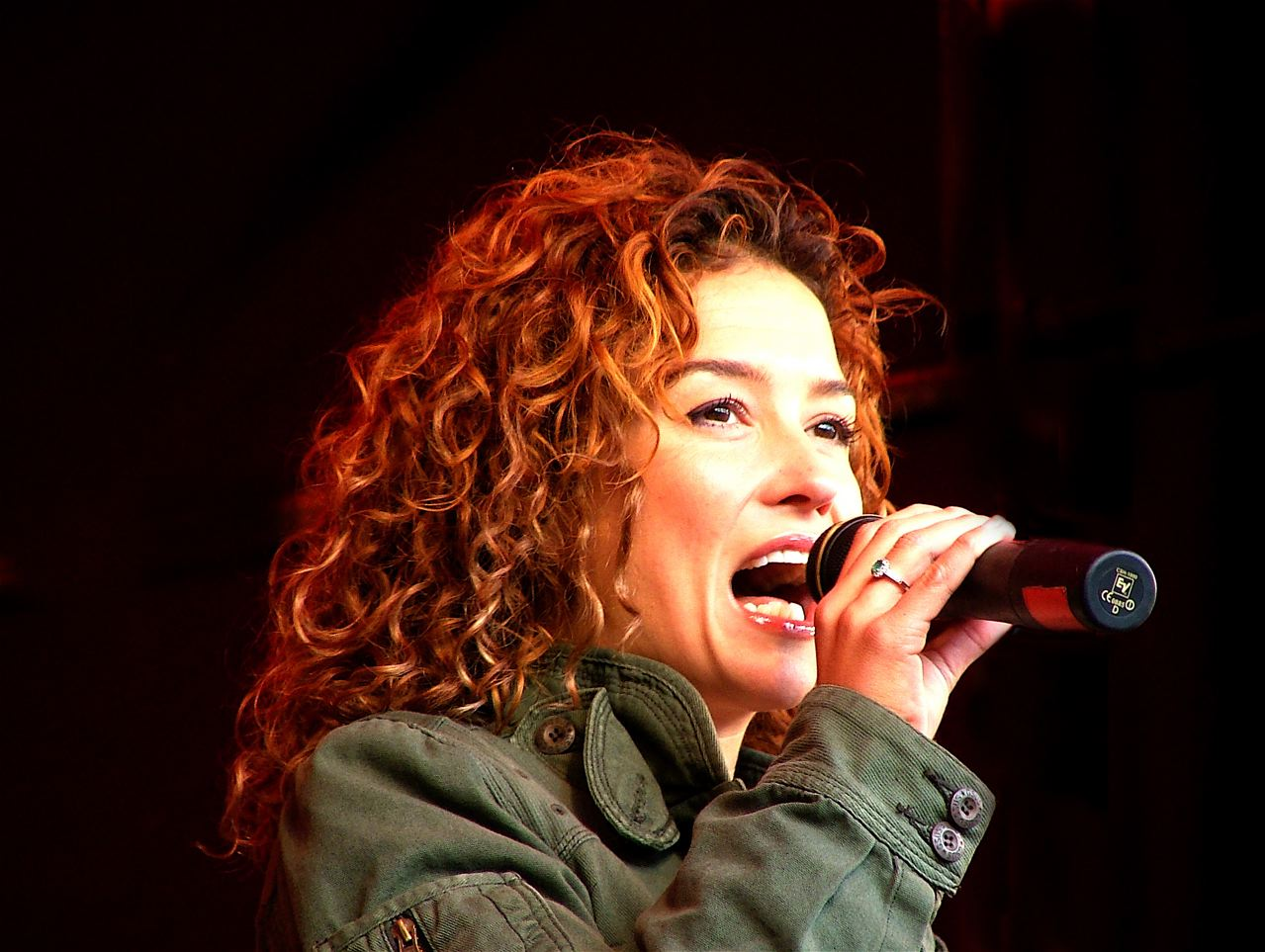
Katja Schuurman in 2006

### Singles
| Single met eventuele hitnotering(en) in de Nederlandse Top 40 | Datum van verschijnen | Datum van binnenkomst | Hoogste positie | Aantal weken | Opmerkingen                   |
| ------------------------------------------------------------- | --------------------- | --------------------- | --------------- | ------------ | ----------------------------- |
| Maar nu heb ik er een                                         |                       | 13-07-1996            | 8               | 7            |                               |
| Wereldmeid                                                    |                       | 12-04-1997            | 10              | 10           |                               |
| Totaal verkocht                                               |                       | 29-11-1997            | tip8            | -            |                               |
| Spaceship                                                     |                       | 01-07-2000            | tip9            | -            |                               |
| Lover or friend                                               |                       | 24-03-2001            | 12              | 8            |                               |
| C.O.S.T.A.                                                    | 01-10-2001            | 05-10-2001            | 24              | 4            | vs. Costa!                    |
| Ho ho ho                                                      |                       | 23-12-2005            | 32              | 2            | met De Jeugd van Tegenwoordig |

| Single met hitnotering(en) in de Vlaamse Ultratop 50 | Datum van verschijnen | Datum van binnenkomst | Hoogste positie | Aantal weken | Opmerkingen                   |
| ---------------------------------------------------- | --------------------- | --------------------- | --------------- | ------------ | ----------------------------- |
| Ho ho ho                                             |                       | 31-12-2005            | tip14           | -            | met De Jeugd van Tegenwoordig |